# 瑞比·馬蘭維爾
華特·詹姆斯·文森·馬蘭維爾（英語：Walter James Vincent "Rabbit" Maranville，1891年11月11日—1954年1月6日），綽號「兔子」，為美國職棒大聯盟的二壘手與游擊手。他生涯曾效力過勇士、海盜、小熊、羅賓與紅雀等隊。他於1912年開啟他的職棒生涯，直到1935年退休。生涯共23個賽季一度是國聯紀錄，而這項紀錄一直到1986年才被安打王彼得·羅斯打破。

## 生平

### 職業生涯
1912年9月，年僅20歲的馬蘭維爾登上大聯盟。1913年，他的單季打擊率為2成47，並敲出2轟。不過他卻在MVP票選上拿下第三名。隔年他在MVP票選上拿下第二名，僅次於隊友強尼·艾佛斯。而這年勇士隊也奇蹟似的打進世界大賽，並4比0橫掃了當時的奪冠熱門運動家隊。當時馬蘭維爾擔任球隊的中心打者，不過那年他的打擊率也只不過2成46，並敲出4轟而已。
馬蘭維爾整個職業生涯只有打過兩次世界大賽，另一次是在1928年，不過最後輸給了洋基。而他生涯一共接殺5,139個飛球，為大聯盟史上接殺數最多的游擊手。第二名的比爾·達倫甚至連4,900次都不到。
1935年球季結束後，馬蘭維爾選擇退休。退休後他便在小聯盟擔任總教練。

### 晚年
1954年1月6日，馬蘭維爾因為心臟病而去世，享年62歲。
同一年馬蘭維爾也順利入選名人堂，他與比爾·泰瑞及比爾·狄奇一起在這年入主古柏鎮。

## 軼事
- 馬蘭維爾是很幽默的球員，甚至在擔任總教練時也是一樣。[5]1925年他擔任小熊隊總教練時，他還在臥式火車上睡在其他球員的大腿上。他還會模仿沿途叫賣報紙的送報童，有一次他拿著報紙大喊：「快來看報紙啊！馬蘭維爾被炒魷魚了！」結果他在隔天果真被球隊解雇。[6]

## 外部連結
- 球員資訊和成績在MLB，ESPN，Retrosheet ，Baseball Reference ，Baseball Reference (Minors) ，Fangraphs ，The Baseball Cube （英文）
- 瑞比·馬蘭維爾在台灣棒球維基館上的頁面（繁體中文）